# Xylaria vaporaria
Xylaria vaporaria är en svampart som beskrevs av Berk. 1864. Xylaria vaporaria ingår i släktet Xylaria och familjen kolkärnsvampar.   Inga underarter finns listade i Catalogue of Life.